# Air Marshall Islands
Air Marshall Islands (Code AITA : CW ; code OACI : MRS) est la compagnie aérienne nationale des Îles Marshall.
Elle assure notamment la liaison internationale entre Majuro et l'aéroport de Bonriki, à Tarawa-Sud (Kiribati). Le siège de la compagnie se trouve à Delap-Uliga-Darrit.
En 1980, quand la compagnie aérienne des Îles Marshall a été fondée, deux petits Nomad N22 permettaient d'effectuer juste quelques vols entre les atolls proches. La mise en service d'un plus grand HS-748 a permis d'étendre le trafic vers les pays voisins, vers le sud, comme les Kiribati, les Tuvalu et même les Fidji. En 1990, la compagnie a adopté son nom actuel.
Aujourd'hui deux Dornier 228 et un Dash-8 à 34 places permettent des vols réguliers, chaque semaine, vers de nombreux atolls de la république et l'étranger proche.
Devise : Flying to Blue Horizons.
Extrait de leur brochure (en anglais) :

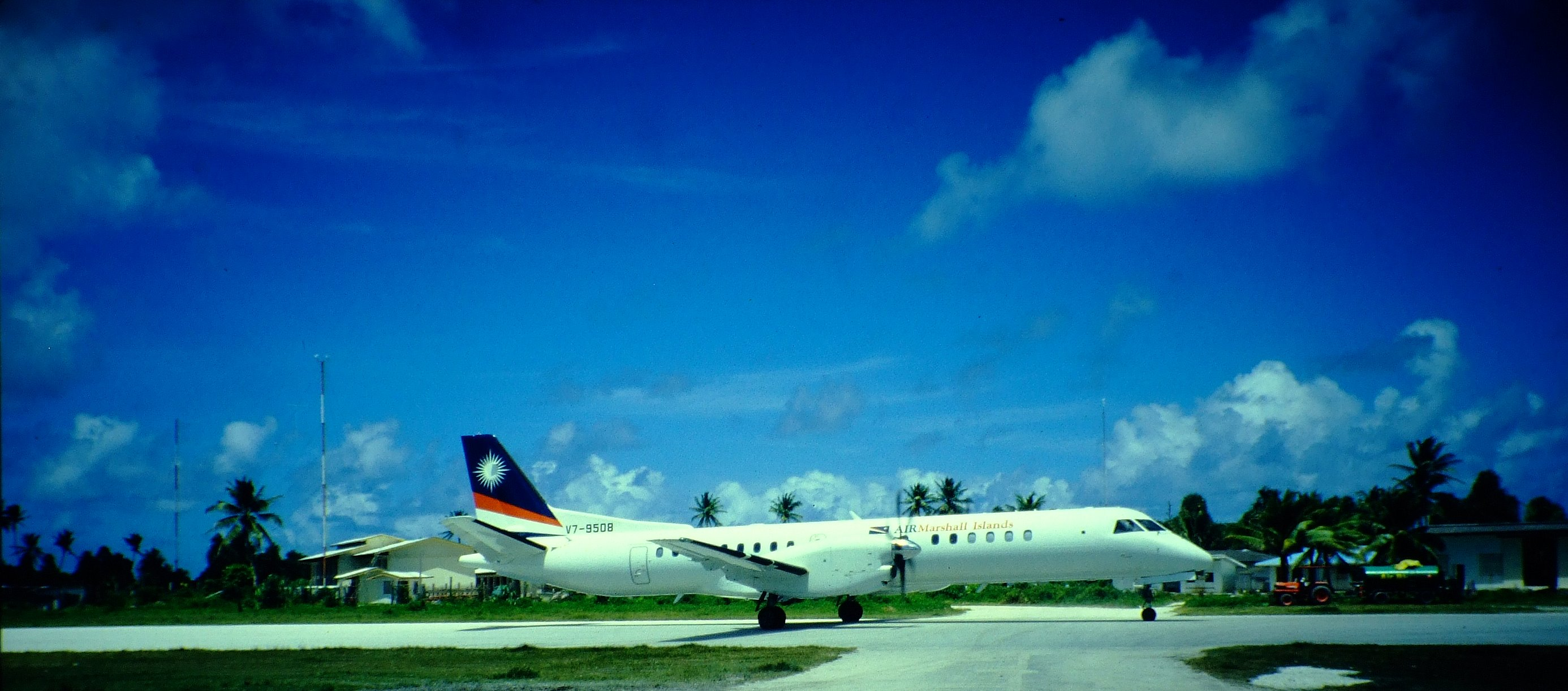
Saab 2000 de la compagnie Air Marchal Islands

« The Marshall Islands, mere flecks on the vast Pacific Ocean, conjure up flashes of memory for many people. Kwajalein, Eniwetok, Bikini. These tiny atolls with musical names, sites of World War II history and post-war controversy, now available to visit and explore courtesy of AIRMarshall Islands. »